# غورد هاينز
غورد هاينز هو لاعب هوكي جليد كندي، ولد في 22 يوليو 1966 في مونتريال في كندا.

## وصلات خارجية
- غورد هاينز على موقع دوري الهوكي الوطني (الإنجليزية)
- غورد هاينز على موقع قاعة مشاهير الهوكي (لاعب أن.إتش.أل) (الإنجليزية)
- غورد هاينز على موقع EliteProspects.com (الإنجليزية)
- غورد هاينز على موقع Eurohockey.com (الإنجليزية)
- غورد هاينز على موقع HockeyDB.com (الإنجليزية)
- غورد هاينز على موقع Hockey-Reference.com (الإنجليزية)
- غورد هاينز على موقع أوليمبيديا (الإنجليزية)